# Oberösterreichische Badmintonmeisterschaft
Oberösterreichische Einzelmeisterschaften im Badminton werden seit 1959 ausgetragen. Sie stellen als Meisterschaft des Bundeslandes Oberösterreich nach der Österreichischen Badmintonmeisterschaft die zweithöchste sportliche Meisterschaftsebene in Österreich dar.

## Die Meister
| Saison | Herreneinzel              | Dameneinzel          | Herrendoppel                              | Damendoppel                              | Mixed                                     |
| ------ | ------------------------- | -------------------- | ----------------------------------------- | ---------------------------------------- | ----------------------------------------- |
| 1959   | Leo Besendorfer           | Britta Kajdasz       | Konstantin Urbanides Heinz Bartosch       | Britta Kajdasz Christa Schlögl           | Leo Besendorfer Friederike Flux           |
| 1960   | Konstantin Urbanides      | Christa Schlögl      | Konstantin Urbanides Heinz Bartosch       | Britta Kajdasz Christa Schlögl           | Leo Besendorfer Friederike Flux           |
| 1961   | Fritz Plöckinger          | Britta Kajdasz       | Kurt Achtleitner Franz Fuchs              | Britta Kajdasz Christa Schlögl           | Leo Besendorfer Friederike Flux           |
| 1962   | Kurt Achtleitner          | Britta Kajdasz       | Kurt Achtleitner Franz Fuchs              | Britta Kajdasz Christa Schlögl           | Kurt Achtleitner Pauli Praunius           |
| 1963   | Fritz Plöckinger          | Britta Kajdasz       | Konstantin Urbanides Hans Stadler         | Britta Kajdasz Christa Schlögl           | Konstantin Urbanides Friederike Flux      |
| 1964   | Franz Fuchs               | Britta Kajdasz       | Erwin Kirchhofer Karl Klesadl             | Britta Kajdasz Christa Schlögl           | Erwin Kirchhofer Pauli Schabl             |
| 1965   | Erwin Kirchhofer          | Britta Kajdasz       | Erwin Kirchhofer Franz Fuchs              | Britta Kajdasz Christa Schlögl           | Erwin Kirchhofer Pauli Schabl             |
| 1966   | Erwin Kirchhofer          | Britta Kajdasz       | Erwin Kirchhofer Karl Klesadl             | Pauli Schabl Gertrude Urbanides          | Erwin Kirchhofer Pauli Schabl             |
| 1967   | Franz Fuchs               | Britta Kajdasz       | Hubert Berger Franz Fuchs                 | Pauli Schabl Britta Kajdasz              | Konstantin Urbanides Britta Kajdasz       |
| 1968   | Erwin Kirchhofer          | Britta Kajdasz       | Erwin Kirchhofer Fritz Plöckinger         | Britta Kajdasz Karin Wolfartsberger      | Erwin Kirchhofer Britta Kajdasz           |
| 1969   | Erwin Kirchhofer          | Britta Kajdasz       | Erwin Kirchhofer Franz Fuchs              | Britta Kajdasz Annemarie Kirchhofer      | Erwin Kirchhofer Britta Kajdasz           |
| 1970   | Erwin Kirchhofer          | Britta Kirchhofer    | Erwin Kirchhofer Konstantin Urbanides     | Britta Kirchhofer Brigitte Scheer        | Erwin Kirchhofer Britta Kirchhofer        |
| 1971   | Helmut Grünberger         | Britta Kirchhofer    | Erwin Kirchhofer Konstantin Urbanides     | Britta Kirchhofer Brigitte Scheer        | Erwin Kirchhofer Britta Kirchhofer        |
| 1972   | Erwin Kirchhofer          | Britta Kirchhofer    | Erwin Kirchhofer Viktor Greschak          | Britta Kirchhofer Brigitte Grünberger    | Erwin Kirchhofer Britta Kirchhofer        |
| 1973   | Erwin Kirchhofer          | Christa Perkonigg    | Erwin Kirchhofer Hubert Berger            | Christa Perkonigg Renate Pfaffhuber      | Thomas Retschitzegger Brigitte Grünberger |
| 1974   | Erwin Kirchhofer          | Christa Perkonigg    | Erwin Kirchhofer Hubert Berger            | Christa Perkonigg Renate Pfaffhuber      | Thomas Retschitzegger Brigitte Grünberger |
| 1975   | Erwin Kirchhofer          | Britta Kirchhofer    | Helmut Grünberger Franz Schützenhofer     | Britta Kirchhofer Renate Pfaffhuber      | Erwin Kirchhofer Britta Kirchhofer        |
| 1976   | Erwin Kirchhofer          | Britta Kirchhofer    | Helmut Grünberger Franz Schützenhofer     | Britta Kirchhofer Renate Pfaffhuber      | Erwin Kirchhofer Britta Kirchhofer        |
| 1977   | Erwin Kirchhofer          | Britta Kirchhofer    | Wilfried Zieri Gerhard Hofer              | Britta Kirchhofer Renate Pfaffhuber      | Erwin Kirchhofer Britta Kirchhofer        |
| 1978   | Thomas Retschitzegger     | Brigitte Grünberger  | Helmut Grünberger Franz Schützenhofer     | Brigitte Grünberger Hilde Schützenhofer  | Anton Della Rosa Elfriede Gaisbauer       |
| 1979   | Gerhard Hofer             | Inge Hausl           | Wilfried Zieri Gerhard Hofer              | Brigitte Grünberger Hilde Schützenhofer  | Wilfried Zieri Elfriede Gaisbauer         |
| 1980   | Gerhard Hofer             | Brigitte Grünberger  | Wilfried Zieri Gerhard Hofer              | Brigitte Dutzler Andrea Grünberger       | Wilfried Zieri Elfriede Gaisbauer         |
| 1981   | Gerhard Hofer             | Brigitte Grünberger  | Dietmar Auzinger Manfred Kern             | Brigitte Grünberger Hilde Schützenhofer  | Gerhard Hofer Sylvia Halbwirth            |
| 1982   | Gerhard Hofer             | Brigitte Grünberger  | Helmut Grünberger Franz Schützenhofer     | Brigitte Grünberger Hilde Schützenhofer  | Gerhard Hofer Sylvia Halbwirth            |
| 1983   | Josef Radlinger           | Brigitte Grünberger  | Helmut Grünberger Franz Schützenhofer     | Brigitte Grünberger Hilde Schützenhofer  | Franz Schützenhofer Brigitte Grünberger   |
| 1984   | Gerhard Hofer             | Hilde Schützenhofer  | Gerhard Hofer Josef Radlinger             | Brigitte Grünberger Hilde Schützenhofer  | Gerhard Hofer Sylvia Hofer                |
| 1985   | Gerhard Hofer             | Helga Schönbauer     | Gerhard Hofer Josef Radlinger             | Brigitte Grünberger Andrea Letz          | Ernst Liska Margaret Edler                |
| 1986   | Gerhard Hofer             | Helga Schönbauer     | Gerhard Hofer Ernst Liska                 | Helga Schönbauer Sylvia Hofer            | Gerhard Hofer Sylvia Hofer                |
| 1987   | Thomas Fink               | Bettina Weilguni     | Harald Koch Thomas Fink                   | Bettina Weilguni Brigitte Grünberger     | Harald Koch Bettina Weilguni              |
| 1988   | Tariq Farooq              | Gabriele Kumpfmüller | Tariq Farooq Alexander Almer              | Gagriele Kumpfmüller Renate Bogensperger | Alexander Almer Renate Bogensperger       |
| 1989   | Jürgen Koch               | Gabriele Kumpfmüller | Jürgen Koch Hannes Fuchs                  | Bettina Weilguni Brigitte Grünberger     | Alexander Almer Gabriele Kumpfmüller      |
| 1990   | Jürgen Koch               | Barbara Hartleitner  | Harald Koch Josef Radlinger               | Bettina Weilguni Brigitte Grünberger     | Hannes Fuchs Bettina Weilguni             |
| 1991   | Hannes Fuchs              | Gabriele Kumpfmüller | Harald Koch Josef Radlinger               | Gabriele Kumpfmüller Barbara Hartleitner | Jürgen Koch Bettina Weilguni              |
| 1992   | Heinz Fischer             | Gabriele Kumpfmüller | Jürgen Koch Harald Koch                   | Gabriele Kumpfmüller Bettina Weilguni    | Jürgen Koch Bettina Weilguni              |
| 1993   | Hannes Fuchs              | Gabriele Kumpfmüller | Hannes Fuchs Heinz Fischer                | Gabriele Kumpfmüller Verena Fastenbauer  | Jürgen Koch Bettina Weilguni              |
| 1994   | Jürgen Koch               | Irina Serova         | Jürgen Koch Harald Koch                   | Verena Fastenbauer Bettina Weilguni      | Jürgen Koch Bettina Weilguni              |
| 1995   | Jürgen Koch               | Verena Fastenbauer   | Harald Koch Vladimir Serov                | Verena Fastenbauer Bettina Weilguni      | Jürgen Koch Bettina Weilguni              |
| 1996   | Jürgen Koch               | Elke Lengauer        | Jürgen Koch Manfred Stündl                | Bettina Weilguni Elke Lengauer           | Jürgen Koch Bettina Weilguni              |
| 1997   | Jürgen Koch               | Irina Serova         | Harald Koch Vladimir Serov                | Bettina Weilguni Irina Serova            | Jürgen Koch Bettina Weilguni              |
| 1998   | Jürgen Koch               | Irina Serova         | Jürgen Koch Yan Yujiang                   | Bettina Weilguni Irina Serova            | Harald Koch Bettina Weilguni              |
| 1999   | Jürgen Koch               | Irina Serova         | Jürgen Koch Manfred Stündl                | Bettina Weilguni Irina Serova            | Harald Koch Bettina Weilguni              |
| 2000   | Manfred Stündl            | Irina Serova         | Manfred Stündl Harald Koch                | Bettina Weilguni Irina Serova            | Jürgen Koch Bettina Weilguni              |
| 2001   | Jürgen Koch               | Verena Fastenbauer   | Jürgen Koch Michael Lahnsteiner           | Verena Fastenbauer Tina Freimüller       | Jürgen Koch Bettina Weilguni              |
| 2002   | Jürgen Koch               | Verena Fastenbauer   | Peter Zauner Michael Lahnsteiner          | Verena Fastenbauer Tina Freimüller       | Jürgen Koch Barbara Scheer                |
| 2003   | Jürgen Koch               | Verena Fastenbauer   | Markus Ratzenböck Harald Koch             | Verena Fastenbauer Melissa Gollinger     | Michael Lahnsteiner Ruth Kleinfelder      |
| 2004   | Peter Zauner              | Verena Fastenbauer   | Peter Zauner Michael Lahnsteiner          | Verena Fastenbauer Brigitta Riernössl    | Peter Zauner Ruth Kleinfelder             |
| 2005   | Peter Zauner              | Iris Freimüller      | Peter Zauner Michael Lahnsteiner          | Iris Freimüller Tina Freimüller          | Michael Lahnsteiner Iris Freimüller       |
| 2006   | Michael Lahnsteiner       | Karina Lengauer      | Harald Koch Markus Ratzenböck             | Karina Lengauer Ruth Kleinfelder         | Harald Hochgatterer Karina Lengauer       |
| 2007   | Michael Lahnsteiner       | Miriam Gruber        | Peter Zauner Harald Koch                  | Karina Lengauer Miriam Gruber            | Peter Zauner Zhu Niannian                 |
| 2008   | Michael Lahnsteiner       | Miriam Gruber        | Peter Zauner Harald Koch                  | Iris Freimüller Miriam Gruber            | Manuel Berger Miriam Gruber               |
| 2009   | Michael Lahnsteiner       | Miriam Gruber        | Peter Zauner Michael Lahnsteiner          | Iris Freimüller Miriam Gruber            | Jürgen Koch Zhu Niannian                  |
| 2010   | Markus Ratzenböck         | Iris Freimüller      | Peter Zauner Jürgen Koch                  | Iris Freimüller Barbara Scheer           | Jürgen Koch Barbara Scheer                |
| 2011   | Klaus Dornig              | Iris Freimüller      | Jürgen Koch Alexander Serov               | Iris Freimüller Maria Steinmann          | Simon Rebhandl Iris Freimüller            |
| 2012   | Manuel Berger             | Iris Freimüller      | Thomas Hahn Simon Rebhandl                | Iris Freimüller Maria Steinmann          | Simon Rebhandl Iris Freimüller            |
| 2013   | Harald Hochgatterer       | Iris Freimüller      | Peter Zauner Harald Koch                  | Iris Freimüller Maria Steinmann          | Simon Rebhandl Iris Freimüller            |
| 2014   | Jürgen Koch               | Maria Steinmann      | Peter Zauner Jakob Ostermann              | Iris Freimüller Maria Steinmann          | Lukas Rebhandl Iris Freimüller            |
| 2015   | Jürgen Koch               | Katharina Hochmeir   | Peter Zauner Jürgen Koch                  | Iris Freimüller Maria Steinmann          | Simon Rebhandl Iris Freimüller            |
| 2016   | Jürgen Koch               | Katharina Hochmeir   | Lukas Rebhandl Simon Rebhandl             | Miriam Gruber Zita Banhegyi              | Simon Rebhandl Iris Freimüller            |
| 2017   | Jürgen Koch               | Katharina Hochmeir   | Lukas Rebhandl Simon Rebhandl             | Iris Freimüller Maria Steinmann          | Simon Rebhandl Iris Freimüller            |
| 2018   | Lukas Rebhandl            | Katharina Hochmeir   | Jürgen Koch Alexander Serov               | Katharina Hochmeir Nadine Reiter         | Andrej Serov Katharina Hochmeir           |
| 2019   | Wolfgang Gnedt            | Katharina Hochmeir   | Peter Zauner Kai Niederhuber              | Katharina Hochmeir Nadine Reiter         | Andrej Serov Katharina Hochmeir           |
| 2020   | Wolfgang Gnedt            | Katharina Hochmeir   | Michael Schausberger Andrej Serov         | Katharina Hochmeir Nadine Reiter         | Andrej Serov Katharina Hochmeir           |
| 2021   | Kai Niederhuber           | Alexandra Mathis     | Michael Schausberger Andrej Serov         | Katharina Hochmeir Nadine Reiter         | Kai Niederhuber Sarah Dlapka              |
| 2022   | Collins Valentine Filimon | Jana Haas            | Collins Valentine Filimon Kai Niederhuber | Kira Dlapka Sarah Dlapka                 | Collins Valentine Filimon Lara Stockinger |
| 2023   | Kai Niederhuber           | Jana Haas            | Kai Niederhuber Adrian Schwarzmann        | Kira Dlapka Sarah Dlapka                 | Kai Niederhuber Sarah Dlapka              |
| 2024   | Kai Niederhuber           | Hanna Gillesberger   | Kai Niederhuber Jürgen Koch               | Hanna Gillesberger Nadine Reiter         | Michael Schausberger Nadine Reiter        |
| 2025   | Wolfgang Gnedt            | Nadine Reiter        | Wolfgang Gnedt Daniel Walchshofer         | Jana Haas Nadine Reiter                  | Collins-Valentine Filimon Sabina Balut    |